# Ильбеши (Моргаушский район)
Ильбе́ши (чув. Илпеш) — деревня в Моргаушском районе Чувашской Республики. Входит в состав Юськасинского сельского поселения.

## География
Находится в северо-западной части Чувашии, на расстоянии приблизительно 13 км на юг по прямой от районного центра села Моргауши.

## История
Известна с 1859 года как околоток села Преображенское (ныне Чувашская Сорма) с 13 дворами и 105 жителями. В 1897 году был учтён 141 житель, в 1926 — 33 двора и 143 жителя, в 1939 — 168 жителей, в 1979 — 107. В 2002 году было 30 дворов, в 2010 — 29 домохозяйств. В 1930 году был образован колхоз «Знамя», в 2010 действовало ГУП "ОПХ «Ударник».

## Население
Постоянное население составляло 99 человек (чуваши 100 %) в 2002 году, 97 — в 2010.